# 아나톨리 샵신
아나톨리 이바노비치 샵신(러시아어: Анатолий Иванович Шабшин, 1910년 10월 15일 ~ 1967년 1월 15일)은 소비에트 연방의 군인이자 외교관이다. 8.15 해방 전후 시기에 서울의 소련 영사관 부영사로 근무하며 대한민국 내 공산주의자들의 활동에 많은 영향을 끼쳤다.

## 생애
MGB 요원으로 일제강점기 당시 한반도에서 서울 주재 소련총영사관의 부영사라는 대외직명을 가지고 활동하였다. 1939년 경성부에 개설된 소련총영사관은 일제가 패망한 이후에도 유지되었으며, 해방 당시 서울 주재 소련 영사는 알렉산드르 폴랸스키(Alexander Sergeievitch Polianski, Александр Сергеевич Полянский)였다. 샵신은 1940년 소련총영사관으로 부임 이곳에 근무하며 조선을 깊이 연구하였다 한다. 한글을 배워 한국어 대화에도 능통해 최초의 '러-조 사전'을 편찬하기도 했다. 북한 소련 군정의 총지휘자 스티코프는 항상 샵신만큼 조선을 잘 아는 사람을 지금까지 본일이 없다며 칭찬하기도 했다.
소련 군정청 출범 이후 샵신은 경성부와 평양부를 왕래하며 미군정하에 있는 남한의 정세를 니콜라이 레베데프에게 보고하고 레베데프의 지시에 따라 남한에서 조선공산당을 조종하는 역할을 수행하였다. 일제 강점기 때부터 지하에서 활동하던 조선공산당 총수 겸 책임비서 박헌영과도 수시로 연락을 주고받았다. 1945년 8월 일본 제국이 패망한 직후 박헌영은 한반도 정책을 놓고 샵신을 찾아와 대책을 협의하였다. 서울의 소련 영사관은 정판사 위조지폐 사건을 계기로 1946년 7월 2일 폐쇄되고, 이때 샵신도 서울을 떠났다. 그 후 그는 평양으로 가서 북한 주재 소련군 사령부 정치위원이 되었다고 한다. 평양에서 그의 직책은 미소공위 소련대표단의 일원이며 소련군사령부의 정치고문인 발라사노프(Gerasim M. Balasanov)의 부관이었다.
소련 총영사관 도서실장 파냐 이삭코브나 샵시나(Фаня Исааковна Шабшина, Fanya Isaakovna Shabshina, 1906 ~ 1998)는 샵신의 배우자로 나중에 소련으로 귀국한 뒤 한국에 대한 책들을 출간하여, 러시아의 '한국학의 대모'(代母)로 불렸다.
샵신은 믿는 한국인 친구에게 자신이 조선공산당을 통제하고 있으며 박헌영은 자신의 심복(henchman)이라는 사실을 밝혔다고 한다. 샵신은 직급이 높다고 볼 수 없지만 그보다 10살이나 위인 박헌영을 비롯한 남한의 공산주의자들을 배후에서 조종하고 있었던 것은 사실이다.
1945년 8.15 해방 직후 소련이 북한 지도자 감을 물색할 때 소련의 극동군 사령부와 NKVD(KGB 전신)는 88국제여단의 김일성을 밀고, 샵신의 추천을 받은 외무성 쪽은 박헌영을 밀었다고 한다. 스탈린은 추천이 올라 온 두 사람 중 김일성을 9월초 모스크바로 불러 면담을 한 후 그를 지도자로 결정하였다. 하지만 박헌영 측의 이의 제기로 1946년 7월 초 두 사람을 모두 모스크바로 불러 면접 시험을 다시 보게되는데, 이때 박헌영의 통역을 샵신의 부인 샵시나가 맡았다고 한다. 스탈린은 지도자를 바꿀 마음이 없었기 때문에 김일성을 그대로 지도자로 임명하였고, 이 면접 시험은 박헌영의 불만을 달래기 위한 요식 행위에 지나지 않았다.
샵신(Anatoli I. Shabshin)의 본명은 쿨리코프(Куликов, Kulikov)였고, 따라서 아내 샵시나(F. I. Shabshina, Шабшина Фаня Исааковна)의 본명은 쿨리코바(Куликова, Kulikova)였다.

## 샵시나의 저서
- 파냐 이사악꼬브나 샤브쉬나 지음; 김명호 옮김, 식민지 조선에서: 어느 러시아 지성이 쓴 역사현장 기록 서울: 한울, 1996-03-08
- 파냐 이사악꼬브나 샤브쉬나 지음; 김명호 옮김, 1945년 남한에서: 어느 러시아 지성이 쓴 역사현장 기록 서울: 한울, 1996-03-31